# Grimmite
La grimmite (simbolo IMA: Gmm) è un minerale del supergruppo dello spinello e in particolare dei tiospinelli, nella cui famiglia occupa un posto nel sottogruppo della linnaeite; appartiene alla classe minerale dei "solfuri e solfosali" e ha la composizione chimica NiCo2S4.

## Etimologia e storia
La grimmite è stata chiamata così in onore di Johann Grimm (1805 - 1874); fu il principale amministratore minerario e dei mulini a Příbram e fu anche il secondo direttore del "Příbram Mining College". Scrisse molti libri sulle tecnologie minerarie, la geologia, l'istruzione mineraria e i distretti minerari cechi e ungheresi.

## Classificazione
Essendo stata riconosciuta come specie minerale a sé dall'Associazione Mineralogica Internazionale (IMA) nel 2020, la grimmite non è elencata né nella Sistematica dei lapis (Lapis-Systematik) di Stefan Weiß (aggiornata al 2018), né nella classificazione dei minerali secondo Dana (usata nel mondo anglosassone e pubblicata nella sua VIII edizione 1997), né nella nona edizione della sistematica dei minerali di Strunz (aggiornata dall'IMA nel 2009).
Nell'edizione successiva, proseguita dal database "mindat.org" e chiamata Classificazione Strunz-mindat, la grimmite è elencata nella classe "2. Solfuri e solfosali (solfuri, seleniuri, tellururi; arseniuri, antimoniuri, bismuturi; solfoarseniuri, solfoantimonuri, solfobismuturi, ecc.)" e nella sottoclasse "2.D Solfuri metallici, M:S = 3:4 e 2:3"; questa viene suddivisa ulteriormente in base la rapporto tra metallo (M) e zolfo (S), in modo tra trovare la grimmite nella sezione "2.DA M:S = 3:4" dove insieme a ferrodimolybdenite, zaykovite, ezochiite e zolenskyite forma il gruppo nº 2.DA.

## Chimica
Secondo le analisi compiute col microscopio elettronico la formula empirica per la grimmite è la seguente:
{\displaystyle {\ce {Ni_{1,01}(Co_{1,99}Fe_{0,06}Pb_{0,01}Bi_{0,01})_{\Sigma =2,07}S_{3,92}}}}
La formula idealizzata diventa NiCo2S4 che richiede (in % di peso) il 19,26% di nichel, il 38,67% di cobalto e il 42,07% di zolfo.

## Abito cristallino
La grimmite cristallizza nel sistema cubico nel gruppo spaziale Fd3m (gruppo nº 227) con la costante di reticolo a = 9,3933(9) Å, oltre ad avere 8 unità di formula per cella unitaria.

## Origine e giacitura
La grimmite si trova in rari granuli minuscoli di dimensioni fino a 200 × 70 µm o in aggregati di piccole vene; la si trova in paragenesi con arsenopirite, bismutinite, galena, gersdorffite, glaucodoto, jaipurite, niccolite, parkerite, pirite, skutterudite, sfalerite e ullmannite.
La grimmite è un minerale molto raro; oltre alla sua località tipo, la miniera di uranio nº 9 del distretto minerario di Příbram nella Boemia Centrale (Repubblica Ceca), la grimmite è stata trovata sempre in Cechia a Pohled nel distretto di Havlíčkův Brod.
Altri siti includono: Sankt Barbara im Mürztal (Austria); a Etropole (Bulgaria); nel distretto minerasio di Outokumpu (Carelia Settentrionale, Finlandia); la miniera di "Grüneau" a Daaden-Herdorf (in Renania-Palatinato, Germania); ad Almadenejos (Spagna); a Lavreotiki (Grecia); nella miniera "Langis" nel distretto di Timiskaming (nell'Ontario, in Canada); nella miniera "Kamaishi" presso l'omonima città (prefettura di Iwate, Giappone); nel campo idrotermale "Rainbow" nella dorsale medio atlantica.